# Antonio Fernández Alba
Antonio Fernández Alba (Salamanca, 17 de diciembre de 1927-Madrid, 7 de mayo de 2024) fue un arquitecto y aparejador español, así como catedrático de Elementos de Composición en la Escuela Técnica Superior de Arquitectura de Madrid (ETSAM).

## Biografía
Con una personalidad inquieta desde su juventud, Fernández Alba participó en las corrientes vanguardistas de los 50 y 60. Inconformista, acepta el pasado y la tradición pero sin repetirlo. Defiende la imaginación y la reflexión ante el proyecto pero no menosprecia la materia, y en sus obras se ve una clara búsqueda de formas nuevas, atendiendo a la función y con cierta crítica al pensamiento y arte de su época.
Se licenció, en 1957, en Arquitectura por la Escuela Técnica Superior de Arquitectura de Madrid, en la cual se doctoró en 1963 y de la que fue profesor durante cerca de 40 años en la cátedra de Elementos de Composición. En estos momentos España amanecía con sus mejores augurios en el desarrollo del arte, donde él participará activamente en su gestación y auge paulatino. En la España de este momento, encontramos grupos dispares, pero coincidentes en el intento de renovar el arte. Fernández Alba, mostraría simpatía por el grupo de El Paso, comúnmente identificado con la expansión del informalismo, entendido por el mismo, la negación del canon racionalista, así como la tajante renuncia al arte instituido a favor de la reminiscencia, de la rutina. Compartirá su entusiasmo con este grupo, y con ellos expondrá su obra primeriza. Sus comienzos conjugan construcciones oficiales y proyectos de vanguardia. Las construcciones oficiales se empeñaban en rememorar o reencarnar la expresión de un pasado glorioso, pero el grito verdaderamente creador se sustentaba en la expresión de los proyectos vanguardistas.
A lo largo de su trayectoria ha compaginado la actividad docente con su labor al frente del Instituto de Restauraciones del Patrimonio Histórico Español del que fue director entre 1984 y 1987 o del Patronato del Museo de Arte Contemporáneo del que fue presidente entre 1987 y 1990. En 1989 ingresó en la Real Academia de Bellas Artes de San Fernando. Crítico con la arquitectura de su tiempo, su obra es el resultado de una reflexión crítica en torno al espacio arquitectónico de la sociedad actual. Fernández Alba fue premiado desde su etapa como estudiante (Premio del Museo de Arte Contemporáneo, 1953) hasta su madurez (Premio Olaguibel, 1979), siendo los más importantes de ellos el Premio Nacional de Arquitectura en 1963 y la Medalla de Oro de la Arquitectura en 2002. Asimismo, ha escrito varios libros y realizado numerosas exposiciones en España e Italia.
Desde diciembre de 2004, fue elegido para ocupar el sillón “o” en la Real Academia Española. Tras conocer su nombramiento, Antonio Fernández Alba expreso su deseo de llevar a la institución “la voz de la ciudad, que es el lugar donde se crean las palabras”. En marzo de 2005 le fue concedido el Premio Nacional de Arquitectura al conjunto de su obra. El premio fue otorgado, según el jurado, “a una vida profesional dedicada a la arquitectura; por una labor que ha venido creando ciudad para que los ciudadanos dispongan de calidad en las edificaciones”. Este reconocimiento se vio refrendado en marzo de 2006, cuando Fernández Alba ingresó en la Real Academia Española, el primer arquitecto que ingresaba en dicha institución; en su discurso, reflexionó sobre el lenguaje y el cambio urbano, y dio una visión melancólica de la ciudad. En 2007 fue nombrado doctor honoris causa por la Universidad Politécnica de Cartagena. Fue enterrado en el cementerio de San Carlos Borromeo.
Ha desempeñado diversos cargos, entre ellos:
- 1984-1987 Director del Instituto de Restauraciones del Patrimonio Histórico Español.
- 1987-1990 Presidente del Patronato del Museo de Arte Contemporáneo.
- 1989 Ingresa en la Real Academia de Bellas Artes de San Fernando.
- 1996-1999 Miembro del Patronato del Museo del Prado.
- 2004 Miembro de la Real Academia Española.[8][9][10]

### Teoría
El ideario de Fernández Alba atiende a la compleja realidad de su tiempo y su obra quiere responder con eficacia a la problemática del entorno en que vivimos. Estará siempre muy atento a la situación social de la que necesariamente ha de depender y en cuyo ámbito ha de operar. Fernández Alba quiere convertir en pedagogía aquella norma a la que tantas veces se ajustó su práctica arquitectónica: el hallazgo de un lenguaje del todo coherente con el sentido de la realidad. La arquitectura ha de convertirse en lenguaje vivo que ejemplifique y oriente el aluvión de la convivencia. Además, la expresión arquitectónica tiene que entrañar un lenguaje seguro, capaz de corresponderse con el medio, y capaz de traducir el contexto de los procesos culturales, conformadores del medio ambiente, del entorno de vital.

## Arquitectura
La actividad de Fernández Alba responde a una amplia complexión cultural, abierta tanto a lo socioeconómico como a lo político y a lo ideológico y, también, a lo estrictamente arquitectónico y a lo estético en general, incluyendo, además, una particular atención a las modernas concepciones del lenguaje y a la efusión de las corrientes estructuralistas. Su irrupción en la panorámica de su tiempo supuso, de algún modo, un cambio sensible en la práctica de la arquitectura, desentendida, hasta entonces, del campo intelectual. La arquitectura de posguerra española se ciñe a la divergencia entre las construcciones oficiales y los proyectos de vanguardia. La presencia de Fernández Alba en el campo profesional coincide justamente con la monótona plenitud de la arquitectura oficial y el reconocimiento, al menos minoritario, de la primera vanguardia, surgida tras la guerra civil española. De esta manera, se adelantaba a una arquitectura caduca, anclada en la remembranza de un pasado glorioso, aunque ya asomada a nuevo futuro.
La arquitectura del salmantino se ha visto influida por arquitectos como Frank Lloyd Wright y Alvar Aalto. Esto se aprecia en obras como el Colegio Montfort en Loeches (Madrid) y su proyecto de edificio administrativo en el Paseo de la Castellana (Madrid), respectivamente. El Colegio Montfort (1964-65) descansa en una pequeña colina frente al pueblo de Loeches, en Madrid. El predominio de la horizontal, los techos a dos aguas con poca inclinación, las estancias semihexagonales, la sucesión de ventanas constituyendo una única franja horizontal y el apoyar el edificio sobre un importante basamento, son claras influencias wrightianas. El uso de un único material (ladrillo) como cerramiento nos hace entender mejor y de manera unitaria el edificio. Con éste, el arquitecto tiene un tema de contacto con la arquitectura vernácula, pero tratándola con rigor. Por esa misma época, el arquitecto empieza a desarrollar los techos con forma de bóveda de medio cañón (que será una constante en muchas de sus obras) y las formas limpias, curvas y planas. Fernández Alba maneja tanto las formas redondeadas como las aristas vivas. Repetirá constantemente la construcción de elementos estructurales en hormigón visto como hará en el espacio central de la ampliación de la Escuela Técnica Superior de Arquitectura de Valladolid.
El concepto de movilidad es el criterio rector de Fernández Alba. Él no implanta un modelo de edificio, cuya reiteración hubiera degenerado en la obediencia rutinaria a una ley unívoca. La arquitectura orgánica es para él, ante todo, una concepción general de la vivienda y el entorno, y un método abierto a las mil variantes que puede originar y exigir su interrelación recíproca. La estructura de sus construcciones se cierra en sí misma, pero no, por ello, queda incapacitada para integrarse, como subestructura, en otra superior, por la cual se ve enriquecida. El edificio va cerrándose orgánicamente hacia un núcleo vital, donde van y vienen las arterias del morar y del convivir. Otro aspecto en relación con la movilidad, lo encontramos en la relación del edificio con el medio. Si el marco geográfico, económico y social lo permite, Fernández Alba no dudará en elegir los materiales de la zona, realzando el carácter de las técnicas semiartesanales, consumando el edificio con una rotunda elisión de todo elemento ornamental, y con la desnuda exteriorización de su antiguo origen popular. Si por el contrario, el medio es propicio para la práctica de una nueva tecnología, tanto de los materiales como de los procesos constructivos, recurrirá a ello.
La trayectoria de este arquitecto, responde a tres etapas más destacadas:
1. Actitud vanguardista y cultura de recuperación (1950-60)
2. Racionalización de la forma (1960-67)
3. Ambigüedad originada por la inclusión de la teoría y la práctica en las fronteras del campo intelectual (1967-70)

### A partir de los años 1970
A medida que se aproximan los años ochenta se hace más evidentes que el espacio de la arquitectura requerido para el nuevo medio artificial viene sufriendo en la sociedad industrial, un desequilibrio y erosión ambiental, según palabras de Fernández Alba. Es un medio cada vez más determinado por el hombre económico de nuestro tiempo. Llegamos a un momento en el que la vivienda sufre una falta de adecuación temporal, donde las faenas del hogar no constituyen ningún valor en el sentido capitalista. Fernández Alba criticará la ciudad como soporte de alojamiento de todos sus ciudadanos. Para este arquitecto existe una urgente necesidad de crear nuevos aparatos para la construcción y formalización del medio físico. El problema radica, según Fernández Alba, en la inexistencia de una verdadera teoría, y una praxis que haga eficaz su cometido, para proponer otras alternativas no ligadas a la búsqueda platónica de la forma. Para él, las escuelas aún siguen impartiendo un aprendizaje alejado de la realidad, tanto en la teoría como en la práctica. Se da por tanto, en este final de la década de los setenta, una urgente necesidad de conformar la docencia y la práctica de la arquitectura de acuerdo con los procesos de cambio político.

## Obras principales

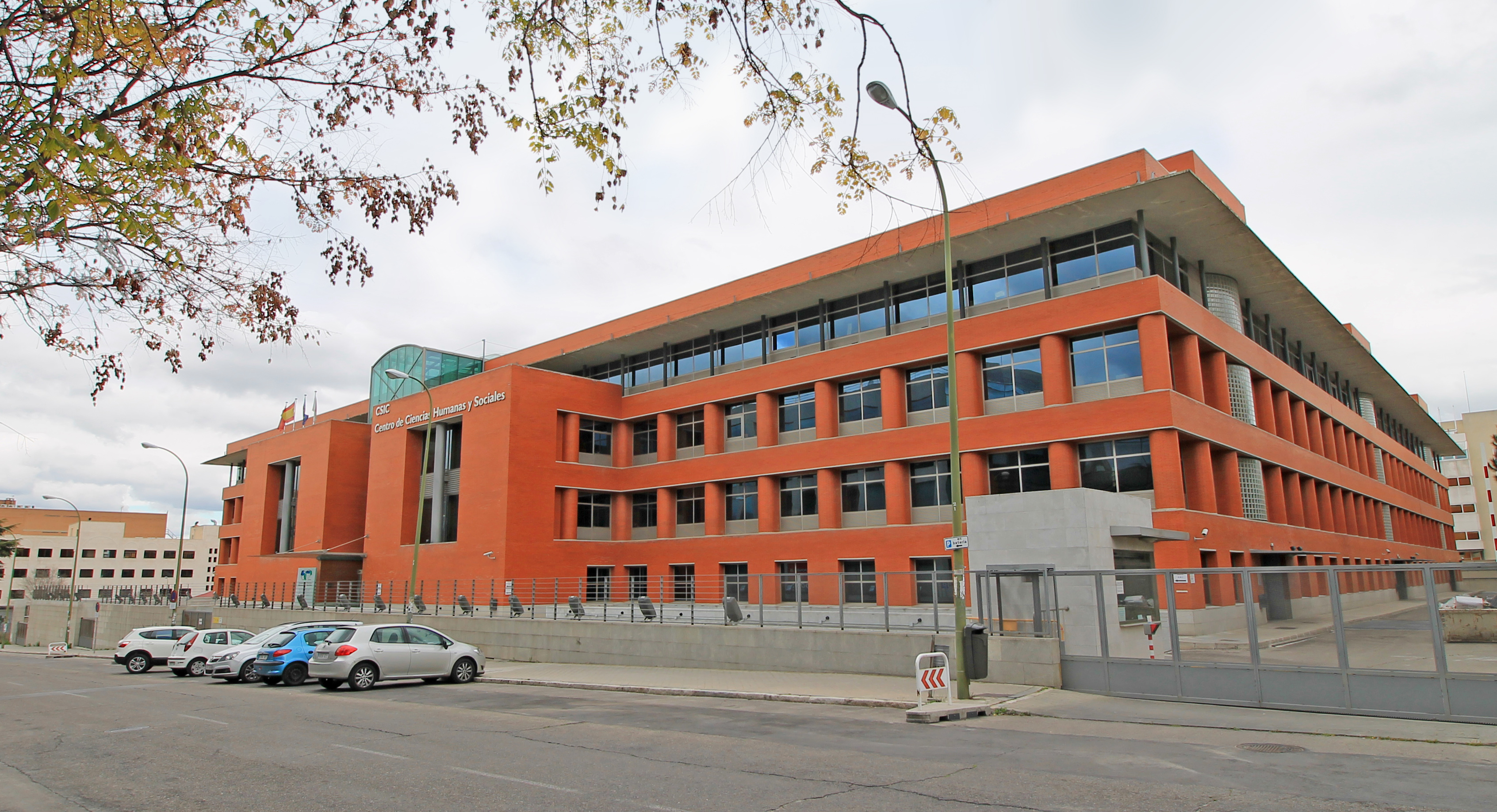
Centro de Ciencias Humanas y Sociales del CSIC (Madrid, 2006).

- 1958-1962 Monasterio de la Purísima Concepción. Convento del Rollo, Salamanca.
- 1959-1961 Colegio Nuestra Señora Santa María, Madrid.
- 1962-1965 Colegio Montfort, Loeches.
- 1964 El Priorato, Lora del Río (Sevilla).
- 1969-1970 Colegio Mayor Hernán Cortés, Salamanca.
- 1972-1974 Centrales telefónicas de Burgo de Osma (Soria), Cantalejo (Segovia), Navalcarnero (Madrid) y Villaviciosa de Odón (Madrid).[17]
- 1974-1979 Escuela de Arquitectura, Valladolid.
- 1976-1978 Restauración del Real Observatorio Astronómico en el Cerro de San Blas, Madrid.
- 1978-1979 Torre de radioenlaces de Pozuelo de Alarcón (Madrid).[17]
- 1980-1981 Remodelación del Pabellón Villanueva del Real Jardín Botánico de Madrid, Madrid.
- 1980-1986 Restauración del Hospital General para transformarlo en Museo Nacional Centro de Arte Reina Sofía, Madrid.
- 1982-1984 Edificio de Servicios Funerarios de Madrid (Tanatorio de la M-30), Madrid.
- 1984-1989 Ampliación de la Escuela Técnica Superior de Arquitectura de Valladolid.
- Sede de la Delegación Territorial de Castilla y León, Valladolid.
- 1990 Campus de la Universidad Jaume I, Castellón.
- 1990-92 Edificio Escuela Superior Politécnica de la Universidad de Alcalá.[18]
- 1992 Anfiteatro en el Parque de las Naciones, Madrid.
- 1996-2001 Restauración del Palacio Ducal, Pastrana (Guadalajara).
- 2000 Centro de Investigaciones Biológicas del C.S.I.C, Madrid.
- 2001 Escuela de Ingenieros de Caminos Universidad de Castilla-La Mancha, Ciudad Real.
- 2001 Estación de Salamanca, Salamanca.
- 2006 Sede del Centro de Ciencias Humanas y Sociales del CSIC, Madrid.
- 2009 Entrada a la estación de metro y cercanías Puerta del Sol, Madrid.

### Relación
- Diseño, entre la teoría y la praxis
- La crisis de la arquitectura contemporánea en España
- Crónicas del espacio perdido
- Domus Aurea. Diálogos en casa de Virgilio
- La ciudad herida (2001)

## Premios y galardones
- Premio Nacional de Arquitectura de España por el Convento del Rollo (1963).
- Premio Nacional de Restauración por el Observatorio Astronómico de Madrid. (1980)
- Medalla de Oro de la Arquitectura, otorgada por el CSCAE (2002).
- Doctor honoris causa por la Universidad de Alcalá, UAH (2002)[19]
- Premio Nacional de Arquitectura de España (2003).[20]
- Premio nacional ARPA (2004).
- Doctor honoris causa por la Universidad Politécnica de Cartagena (2007).

| Predecesor: Ángel Martín Municio | Académico de la Real Academia Española Sillón o 2006 - 2024          | Sucesor: Vacante |
| Predecesor: José Luis Arrese     | Real Academia de Bellas Artes de San Fernando Medalla 35 1986 - 2024 | Sucesor:         |

}}